# Elisabet av Böhmen
För andra betydelser, se Elisabet av Böhmen (olika betydelser).
Elisabet av Böhmen, född 26 december 1618, död 1680, var en tysk intellektuell, regerande abbedissa av Herford 1667-1680. 

## Biografi
Hon var äldsta dotter till kurfurst Fredrik V av Pfalz och Elisabet Stuart av England och Skottland. Elisabet växte upp på sin mors släktingars välgörenhet i Haag i Nederländerna sedan hennes far avsatts från sin position. Hon fick en hög bildning och lärde tidigt känna Anna Maria van Schurman. Hennes intresse låg främst på det vetenskapliga området. På grund av en avsaknad av hemgift kunde inget äktenskap med rätt status för hennes rang arrangeras för henne och hon förblev därför ogift. 
Hon levde större delen av sitt liv i Nederländerna fram till 1646, då hon blev föremål för en skandal där hennes bror dödade en fransman vid namn Philippe i en duell sedan han ska ha kränkt hennes heder. Efter skandalen skickades hon att leva vid hovet i Brandenburg, där hon ska ha blommat upp, på avstånd från sin mors övervakning.     
Hon gjorde sig känd för sin korrespondens med filosofen René Descartes. Hon kritiserade den substansdualism som Descartes företrädde och menade att den inte kunde förklara hur den ena substansen (själen) kunde påverka den andra substansen (kroppen). Brevväxlingen med Descartes ägde rum mellan 1640 och 1650. Hon brevväxlade även med Malebranche och Gottfried Wilhelm von Leibniz. Elisabeth blev 1667 abbedissa i benediktinerklostret i Herford, och drev klostret med en för tiden ovanligt religiös tolerans. Hon tog såväl labadister som kväkare under sitt beskydd.